# Psilonyx flavicoxa
Psilonyx flavicoxa är en tvåvingeart som beskrevs av Zhang och Yang 2009. Psilonyx flavicoxa ingår i släktet Psilonyx och familjen rovflugor. Inga underarter finns listade i Catalogue of Life.